# Novoivanivka, Nikopol
Novoivanivka (în ucraineană Новоіванівка) este localitatea de reședință a comunei Novoivanivka din raionul Nikopol, regiunea Dnipropetrovsk, Ucraina.

## Demografie
Componența lingvistică a localității Novoivanivka
     Ucraineană (90,98%)
     Rusă (7,61%)
     Belarusă (1,2%)
Conform recensământului din 2001, majoritatea populației localității Novoivanivka era vorbitoare de ucraineană (90,98%), existând în minoritate și vorbitori de rusă (7,61%) și belarusă (1,2%).